# Born In Babylon
Born in Babylon è il terzo album in studio del gruppo musicale Soldiers of Jah Army (SOJA), pubblicato il 25 agosto 2009 esclusivamente su iTunes con la DMV Records.

## Tracce
1. Born in Babylon – 4:36
2. Losing My Mind – 5:36
3. Used to Matter – 4:19
4. Bleed Through (ft. Black Boo of Mambo Sauce) – 6:30
5. You and Me (ft. Chris Boomer) – 5:10
6. Don't Forget – 3:00
7. Decide You're Gone – 4:32
8. I Don't Wanna Wait – 5:57
9. I Tried (ft. Gentleman and Tamika) – 4:54
10. Never Ever – 3:34
11. Summer Breeze – 5:09
12. Waking Up – 6:08
13. Thunderstorms – 7:01
14. Here I Am (ft. Marley, Rory, and Eric of Rebelution) – 4:48
15. Rest of My Life (Bonus track) - 5:16